# Kerri Kendall

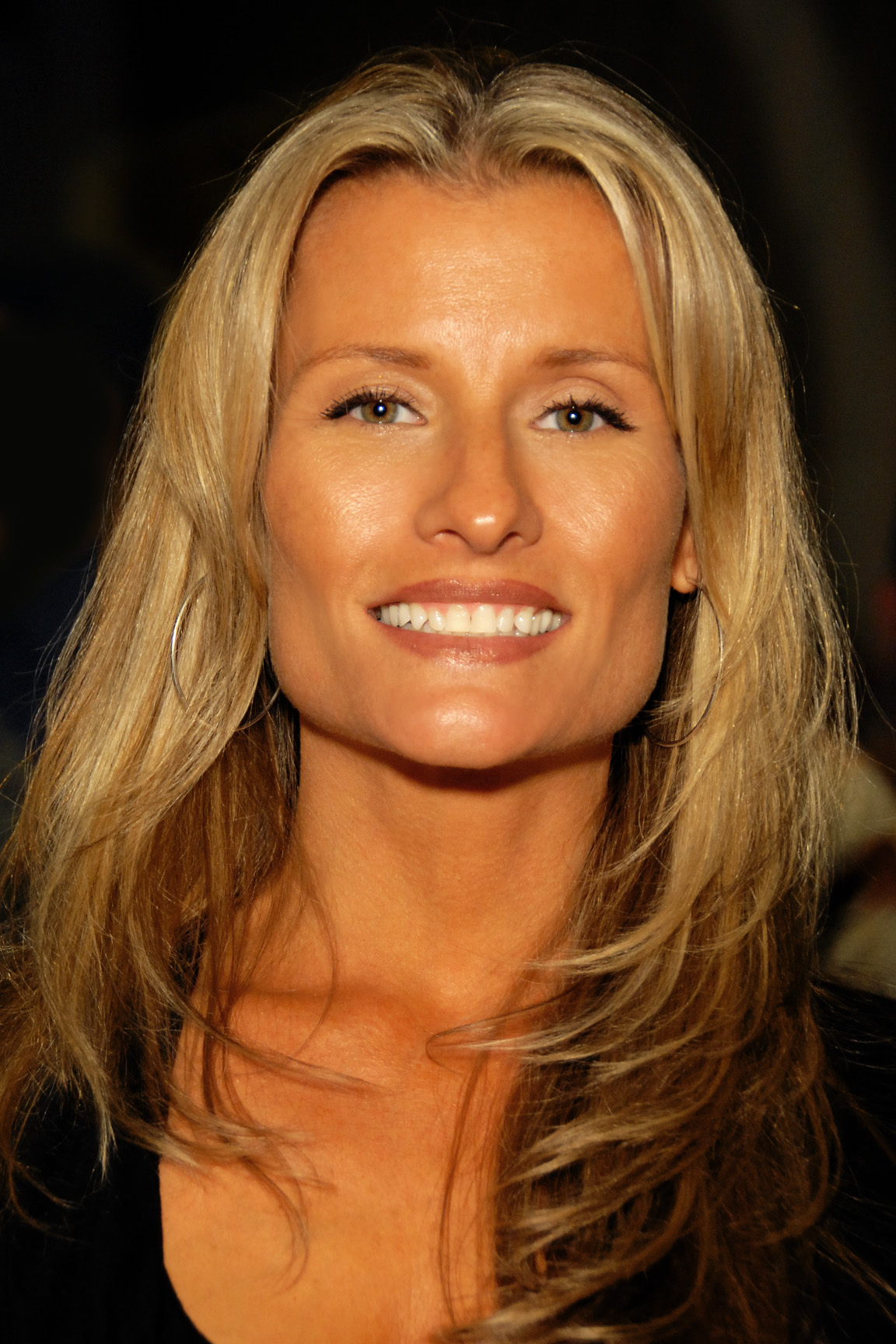
Kerri Kendall, 2010

Kerri Kendall (* 25. September 1971 in San Diego) ist eine US-amerikanische Schauspielerin und Model.

## Leben und Karriere
Kendall wurde in San Diego geboren. Ihre Eltern ließen sich im Alter von drei Jahren scheiden. Ihren ersten Schönheitswettbewerb bestritt sie mit fünfzehn Jahren. 1990 wurde sie vom Playboy zum Playmate des Monats Mai gekürt. Im Jahre 1996 nahm sie eine Auszeit von ihrer Karriere und fuhr nach Europa. Dort verbrachte sie ihre Zeit zunächst im Vereinigten Königreich und später auf Teneriffa. Danach kehrte sie in die Vereinigten Staaten zurück und setzte ihre Modelkarriere fort.
Sie ist Mutter eines Kindes.

## Filmografie
- 1990: Playboy: Wet & Wild II (Video) – selbst
- 1990: Playboy: Kerri Kendall – September 1990 Video Centerfold (Video) – selbst
- 1991: Playboy: Sexy Lingerie III (Video) – selbst
- 1991: Playboy: Wet & Wild III (Video) – selbst
- 1991: Playboy Video Playmate Calendar (Video) – Miss March
- 1992: Playboy: The Best of Sexy Lingerie (Video) – selbst
- 1992: Playboy: The Best of Wet & Wild (Video) – selbst
- 1993: Playboy: Sexy, Steamy, Sultry (Video) – selbst
- 2000: Playboy: California Girls (Video)  – selbst

## Auszeichnungen
- Playboy – Playmate September 1990[1]